# Jorge Iván González
Jorge Iván González Borrero (Medellín, 29 de marzo de 1953) es un filósofo y economista colombiano. Se ha desempeñado como docente universitario, ha escrito varios estudios e investigaciones económicas, ha sido consultor de organismos nacionales e internacionales como la ONU. Escribe una columna de opinión en el diario La República. En el año 2022 hizo parte del equipo económico de la campaña que llevó a la presidencia a Gustavo Petro y fue designado como director del Departamento Nacional de Planeación de dicho gobierno.

## Estudios
Estudió filosofía en la Universidad Javeriana y cursó una maestría en economía en la Universidad de los Andes. Posteriormente obtuvo un doctorado en la Universidad Católica de Lovaina en Bélgica. Su tesis doctoral fue sobre finanzas públicas.

## Trayectoria
Entre los años 1993 y 1996 fue decano de la Facultad de Ciencias Económicas de la Universidad Nacional. Dirigió el Centro de Investigaciones para el Desarrollo (CID) de la Facultad de Ciencias Económicas de la misma universidad por un periodo de 6 años. Fue profesor de la Universidad Externado.
González estuvo encargado de dirigir el Informe de Desarrollo Humano de las Naciones Unidas para la ciudad de Bogotá. Fue parte del equipo de la Universidad Nacional que evaluó el proyecto del metro de Bogotá. Ha sido asesor del Servicio Nacional de Aprendizaje, de la Organización para las Naciones Unidas, (ONU) y de varios Ministerios e instituciones nacionales e internacionales.
Entre los años 2021 y 2022 hizo parte del equipo económico de la campaña presidencial de Gustavo Petro que resultó electo. En dicho equipo económico trabajó con los economistas Luis Jorge Garay y Ricardo Bonilla González. Petro llegó a mencionar su nombre como posible Ministro de Hacienda.

## Director de Planeación Nacional

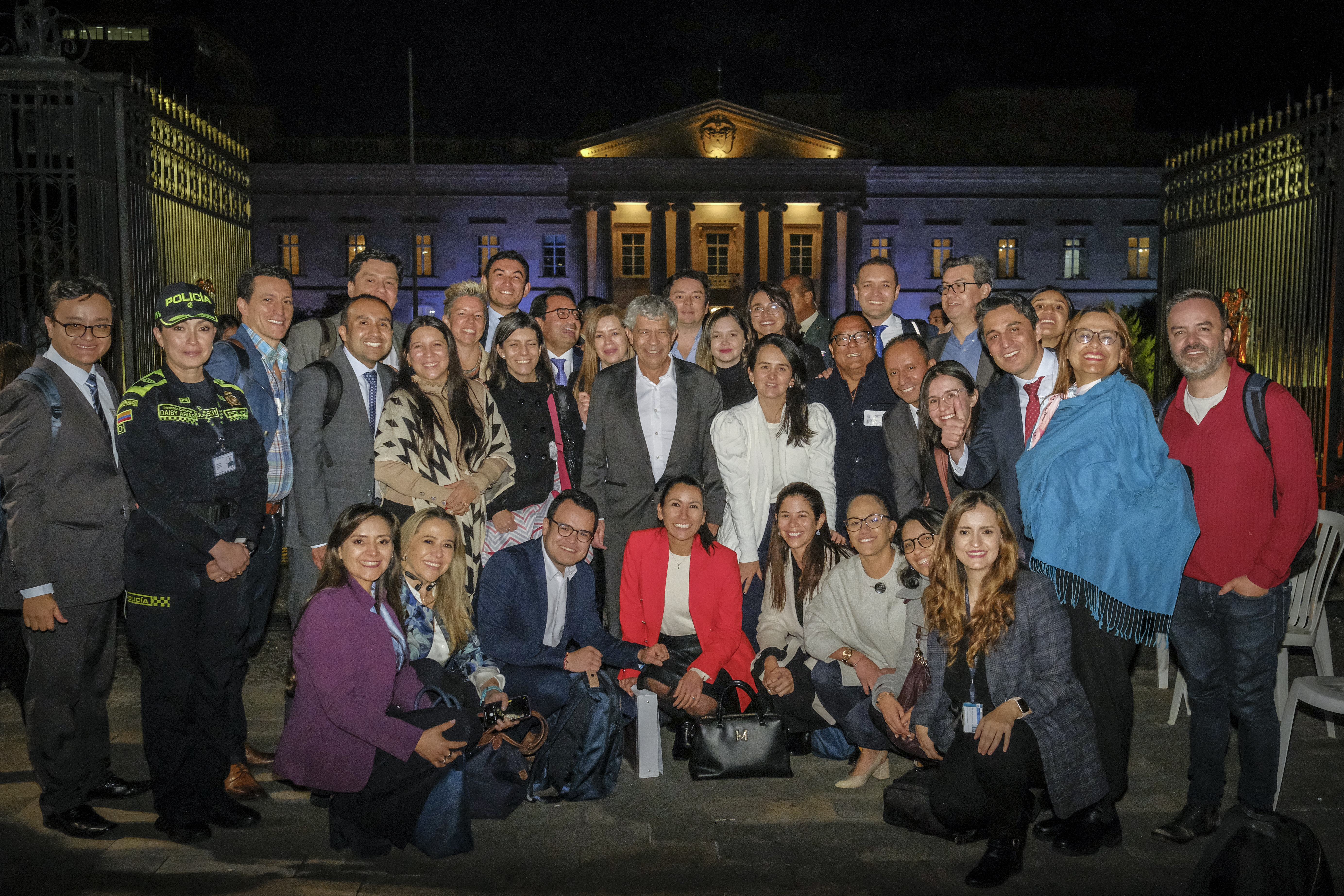
González con el equipo de Planeación Nacional en la radicación del Plan Nacional de Desarrollo en febrero de 2023.

En agosto de 2022, el presidente Gustavo Petro designó a González como director del Departamento Nacional de Planeación después de que la primera persona que designó, César Ferrari, no pudiera posesionarse debido a tener tres nacionalidades.
González lideró el proyecto de construcción del Plan Nacional de Desarrollo visitando las diferentes regionales en los llamados diálogos regionales vinculantes. El proyecto titulado «Colombia Potencia Mundial de la Vida» fue presentado a inicios de febrero de 2023.